# Dink Pate
Dink Pate (Dallas, Texas; 10 de marzo de 2006) es un baloncestista estadounidense que pertenece a la plantilla de los New York Knicks de la NBA. Con 2,03 metros de estatura, juega en la posición de escolta. Se convirtió en el jugador de baloncesto profesional más joven en la historia de Estados Unidos después de unirse a los NBA G League Ignite.

## Trayectoria deportiva

### Secundaria
Jugó principalmente como base en la escuela secundaria L. G. Pinkston en West Dallas. En su última temporada, promedió 20,3 puntos y fue nombrado Jugador Más Valioso del Distrito 13-4A 2022-23. También fue incluido en el mejor quinteto regional y el Equipo All-State de la Liga Interescolar Universitaria Masculina 4A.
Queriendo centrarse a tiempo completo en el baloncesto, se graduó en Pinkston un año antes y continuó su educación inscribiéndose en clases online creadas por la NBA G League en Arizona State.

### Profesional
El 17 de abril de 2023 firmó un contrato por dos temporadas con los NBA G League Ignite. Al unirse a Ignite, se convirtió en el jugador de baloncesto profesional más joven conocido en la historia de Estados Unidos, superando a Scoot Henderson por cinco semanas. El 27 de febrero de 2024 anotó 16 puntos, un récord personal, junto con 9 asistencias contra los Texas Legends.
Después de la desaparición de los NBA G League Ignite el 28 de marzo de 2024, se sugirió que Pate había recibido una solicitud de exención para ingresar al draft de la NBA de 2024 debido al cierre del equipo y haber cumplido 18 años durante la temporada, pero se le denegó la entrada al draft ese año.
El 3 de julio de 2024 firmó con los Capitanes de Ciudad de México. Acabó la temporada promediando 10,1 puntos, 5,1 rebotes y 2,1 asistencias por partido.
Tras no ser elegido en el Draft de la NBA de 2025, el 27 de junio firmaba contrato con los New York Knicks.